# Seznam irskih pevcev
Seznam irskih pevcev (s področja Republike Irske in Severne Irske)

## A
- Mel Austin

## B
- Bono (Bono Vox; pravo ime Paul David Hewson)
- Ciarán Bourke
- Annette Buckley
- Moya Brennan (Máire Ní Bhraonáin)
- Pól Brennan (Pól Ó Braonáin)
- Ciarán Brennan (Ciarán Ó Braonáin)

## C
- Eamon Campbell
- Séan Cannon
- Nathan Carter
- Phil Chevron
- Andrea Corr

## D
- Dana (Dana Rosemary Scallon)
- Muriel Day
- Janet Devlin
- Ronnie Drew
- Cathal Dunne
- Sean Dunphy

## E
- Enya (Eithne Patricia Ní Bhraonáin)
- David Howell Evans

## F
- Siobhan Fahey
- Shane Filan
- Gavin Friday

## G
- Rory Gallagher
- Bob Geldof (Robert Frederick Xenon Geldof)
- Eileen Gribben

## H
- Paul Harrington
- Richard Harris
- Paul David Hewson - Bono (Vox)
- Hozier (Andrew Hozier-Byrne)
- Red Hurley

## I
- Andy Irvine

## K
- Niamh Kavanagh
- Ronan Keating
- Frank Kelly
- Gene Kelly
- Jimmy Kelly
- Kathy Kelly
- Luke Kelly
- Michael Patrick Kelly
- Patricia Kelly
- Brian Kennedy
- Dave King

## L
- Iarla Ó Lionáird
- Johnny Logan (Seán Patrick Michael Sherrard)
- Jack Lukeman
- Bobby Lynch
- Edele Lynch
- Phil Lynott

## M
- Shane MacGowan
- Sean Mackin
- Linda Martin
- Jim McCann
- John Count McCormack
- Kenny McDowell
- Charlie McGettigan
- Alice Merton
- Butch Moore
- Christy Moore
- Gary Moore
- Thomas Moore
- Stephen Morrissey
- Van Morrison (George Ivan Morrison)
- Johnny Moynihan
- Sinéad Mulvey
- Samantha Mumba
- Róisín Murphy

## O
- (John O'Callaghan)
- Kevin O'Connell
- Sinéad O'Connor (Sinéad Marie Bernadette O'Connor)
- Daniel O'Donnell
- Mary O'Hara
- Dolores O'Riordan
- Rodney Orpheus
- Gary O'Shaughnessy

## Q
- Eimear Quinn

## R
- Liam Reilly
- Paddy Reilly
- Marc Roberts
- Derek Ryan

## S
- Terry Sharpe
- Kevin Shields
- Donal Skehan
- Molly Sterling

## T
- Eamonn Toal
- Christine Tobin

## W
- Patsy Watchorn
- Terry Woods
- Nick Wymer